# كارل كريستيان غارتنر
كارل كريستيان غارتنر (بالألمانية: Karl Christian Gärtner)‏ (و. 1712 – 1791 م) هو كاتب، ومترجم، وكاتب مسرحي، وشاعر ألماني، ولد في فرايبرغ، توفي في براونشفايغ، عن عمر يناهز 79 عاماً.